# Astrotricha crassifolia
Astrotricha crassifolia là một loài thực vật có hoa trong Họ Cuồng. Loài này được Blakely mô tả khoa học đầu tiên năm 1925.